# Lourence Ilagan
Lourence Ilagan (Manilla, 11 februari 1978) is een Filipijnse darter die toernooien van de Professional Darts Corporation speelt.

## Carrière

### BDO
Ilagan plaatste zich bij de laatste 16 tijdens de World Masters in 2009. Daar wist hij Scott Waites, die als tweede was geplaatst, uit te schakelen. In de kwartfinales wist hij ook Steve West te verslaan. In de halve finale bleek Robbie Green te sterk.

### PDC
Ilagan vertegenwoordigde in 2012 voor het eerst de Filipijnen op de World Cup of Darts. In 2013 moest hij afzien van deelname door reisproblemen. Vervolgens nam hij weer deel in 2015. In 2016 werd de ronde van de laatste 16 bereikt door een winst op de Amerikanen. Verdere deelnames volgden in 2019, 2020, 2021 en 2022. Op de World Cup of Darts 2023 overleefden Ilagan en Christian Perez de groepsfase, waarin zij wonnen van de duo's uit Singapore en Tsjechië. Bij de laatste 16 waren de Schotten te sterk. Ook op de World Cup of Darts 2025, waarop Ilagan een tweetal vormde met Paolo Nebrida, werd de knock-outfase bereikt. Nebrida en Ilagan versloegen de koppels uit Letland en België in de groepsfase. In de knock-outfase waren de mannen uit Wales te sterk.
Op het PDC World Darts Championship 2023 won Ilagan voor het eerst sinds de editie van 2013 zijn wedstrijd in de eerste ronde. Ditmaal versloeg hij in een allesbeslissende leg en met een uitslag van 3-2 de uit Oostenrijk afkomstige Rowby-John Rodriguez, waardoor hij in de tweede ronde mocht aantreden tegen de Belgische Dimitri Van den Bergh. Deze partij verloor Ilagan met 0-3 in sets.
In 2024 nam Ilagan, die zich kwalificeerde als winnaar van het PDC Asian Championship, voor het eerst deel aan de Grand Slam of Darts. In de groepsfase moest hij het opnemen tegen Dimitri Van den Bergh, Keane Barry en Luke Littler. Deze ronde kwam hij niet door.

## Resultaten op Wereldkampioenschappen

### PDC
- 2009: Laatste 72 (Voorronde) (verloren van Marko Kantele met 2-5 in legs)
- 2013: Laatste 64 (verloren van Colin Osborne met 0-3 in sets)
- 2019: Laatste 96 (verloren van Vincent van der Voort met 1-3 in sets)
- 2020: Laatste 96 (verloren van Cristo Reyes met 2-3 in sets)
- 2021: Laatste 96 (verloren van Ryan Murray met 1-3 in sets)
- 2022: Laatste 96 (verloren van Raymond van Barneveld met 0-3 in sets)
- 2023: Laatste 64 (verloren van Dimitri Van den Bergh met 0-3 in sets)
- 2024: Laatste 96 (verloren van Matt Campbell met 2-3 in sets)
- 2025: Laatste 96 (verloren van Luke Woodhouse met 0-3 in sets)